# Tom Payne (cestista)
Thomas Robert Payne, detto Tom (19 novembre 1950), è un ex cestista statunitense, professionista nella NBA.